# Beneïda disbauxa
Beneïda disbauxa o Santa bogeria (originalment en italià: Benedetta follia) és una pel·lícula del 2018 dirigida per Carlo Verdone, amb els protagonistes Verdone i Ilenia Pastorelli. Ha estat doblada al català oriental amb el títol de Beneïda disbauxa, i al valencià per a À Punt amb el nom de Santa bogeria.

## Argument
Guglielmo és un home amb una gran fe en el cristianisme i propietari d'una botiga d'articles religiosos. Està a punt de celebrar el 25è aniversari per les noces de plata amb la seva esposa. No obstant això, el mateix dia la seva dona decideix abandonar-lo i confessar-li que fa molt temps que està enamorada d'una dona. Devastat per la ruptura haurà de trobar una nova dependenta per a la seva botiga. La primera candidata serà Luna, una dona una mica descarada i sense prejudicis. La jove apuntarà Guglielmo a Tinder per trobar la seva nova mitja taronja. Serà llavors quan comenci a tenir una sèrie de cites cada una més extravagant i absurda que l'anterior.

## Producció
Va ser grabada a Roma, Ostia i Sperlonga; el rodatge va començar el 17 de juliol de 2017 i va finalitzar el 22 de setembre següent, durant un total de nou setmanes de processament.

## Promoció
El primer tràiler de la pel·lícula va ser emès l'11 de desembre de 2017.

## Distribució
La pel·lícula va ser distribuït als cinemes italians a partir de l'11 de gener de 2018.

## Rebuda

### Beneficis
La pel·lícula va ser estrenada als cinemes italians, amb uns beneficis de 3,5 milions d'euros en el primer cap de setmana d'emissió. Al final, la pel·lícula va recaptar 8,4 milions d'euros.

## Reconeixements
- 2018 - Nastro d'argento[8]
  - Candidatura per la millor comèdia
  - Candidatura pel millor actor en una comèdia a Carlo Verdone
  - Candidatura per la millor actriu en una comèdia a Ilenia Pastorelli
  - Candidatura per la millor cançó original per Durango Blues
- 2018 - Premio Flaiano[9]
  - Millor guió a Carlo Verdone, Nicola Guaglianone, Menotti
- 2018 - Premio Kinéo[10]
  - Millor Director a Carlo Verdone
  - Millor actriu protagonista a Ilenia Pastorelli